# Cecilie Uttrup Ludwigová
Cecilie Uttrup Ludwigová (* 23. srpna 1995 Frederiksberg, Dánsko) je dánská cyklistka, která v současné době[kdy?] jezdí za profesionální ženský tým (UCI Women's Team) Bigla (UCI Pro Cycling). Jako juniorka se zúčastnila Mistrovství světa v cyklistice 2012 (2012 UCI Road World Championships) a Mistrovství světa v cyklistice 2013 (2013 UCI Road World Championships).

## Životopis
V dětství se věnovala plavání, kolem 13 roku se začíná věnovat cyklistice. V roce 2012 se stala viceprezidentkou světového šampionátu ve Valquemont.
V roce 2016 dosáhla prvních významných výsledků. vyhrála dánský šampionát v časovce, dvě etapy a obecnou klasifikaci na etapovém závodě Tour de Feminin – O cenu Českého Švýcarska. V září 2016 se na vlastní náklady účastnila Mistrovství Evropy.
Od roku 2017 žije ve Španělsku, ve městě Girona.

## Týmy
2014: Team Rytger  Dánsko
2015: Team Rytger  Dánsko
2016: BMS - Birn  Dánsko
2017: Cervelo - Bigla  Německo
2018: Cervelo - Bigla  Dánsko
2019: Bigla  Švýcarsko

## Sportovní výsledky

### 2012
| datum konání | závod                                                    | místo konání | umístění | umístění |
| ------------ | -------------------------------------------------------- | ------------ | -------- | -------- |
| 19. září     | UCI Road World Championships – Women's junior time trial | Nizozemsko   | 2. místo |          |

### 2015
| datum konání | závod              | místo konání      | umístění | umístění |
| ------------ | ------------------ | ----------------- | -------- | -------- |
| 4. říjen     | Cyklokrosový závod | Dánsko, Helsingør | 2. místo |          |

### 2016
| datum konání     | závod                                      | místo konání                      | umístění                      | umístění |
| ---------------- | ------------------------------------------ | --------------------------------- | ----------------------------- | -------- |
| 13. březen       | Závod v silniční cyklistice                | Belgie, Ooike (Východní Flandry)  | 1. místo                      |          |
| 26. březen       | Závod v silniční cyklistice                | Belgie, Diegem (Brabant)          | 1. místo                      |          |
| 23. červen       | Danish National Time Trial Championships   | Dánsko, Vordingborg (Sjelland)    | 1. místo                      |          |
| 10. červenec     | Tour de Feminin – O cenu Českého Švýcarska | Česko, Krásná Lípa (Ústecký kraj) | vítězství v 1. etapě          |          |
| 10. červenec     | Tour de Feminin – O cenu Českého Švýcarska | Česko, Krásná Lípa (Ústecký kraj) | vítězství v 5. etapě          |          |
| 7. červenec      | Tour de Feminin – O cenu Českého Švýcarska | Česko, Krásná Lípa (Ústecký kraj) | 1. místo celkově              |          |
| 15.–17. červenec | Ladies Tour of Norway                      | Norsko, Halden                    | 1. místo v horské klasifikaci |          |

### 2017
| datum konání | závod                                       | místo konání                       | umístění               | umístění |
| ------------ | ------------------------------------------- | ---------------------------------- | ---------------------- | -------- |
|              | UCI Women's World Tour                      |                                    | 1. místo v klasifikaci |          |
| 11. březen   | Setmana Ciclista Valenciana                 | Španělsko, Gandía (Valencie)       | 1. místo celkově       |          |
| 11. březen   | Setmana Ciclista Valenciana                 | Španělsko, Gandía (Valencie)       | 1. místo v klasifikaci |          |
| 19. březen   | Trofeo Alfredo Binda – Comune di Cittiglio  | Itálie, Cittiglio (Lombardie)      | 3. místo               |          |
| 26. květen   | La Classique Morbihan                       | Francie, Vannes (Morbihan)         | 3. místo               |          |
| 22. červen   | Danish National Time Trial Championships    | Dánsko, Grindsted (Severní Jutsko) | 1. místo               |          |
| 9. červenec  | Giro Rosa                                   | Itálie                             | 1. místo v klasifikaci |          |
| 2. srpen     | European Championship, ITT                  | Dánsko, Herning (Midtjylland)      | 2. místo               |          |
| 11. srpen    | Open de Suede Vargarda, TTT                 | Švédsko, Vårgårda                  | 2. místo               |          |
| 8. září      | Giro della Toscana –Memorial Michela Fanini | Itálie, (Toskánsko)                | 2. místo v první etapě |          |
| 10. září     | Giro della Toscana –Memorial Michela Fanini | Itálie, (Toskánsko)                | 2. místo v třetí etapě |          |
| 10. září     | Giro della Toscana –Memorial Michela Fanini | Itálie, (Toskánsko)                | 2. místo celkově       |          |
| 10. září     | Giro della Toscana –Memorial Michela Fanini | Itálie, (Toskánsko)                | 1. místo v klasifikaci |          |
| 17. září     | World Championship. TTT                     | Norsko, Bergen (Hordaland)         | 3. místo               |          |

### 2018
| datum konání | závod                          | místo konání           | umístění         | umístění |
| ------------ | ------------------------------ | ---------------------- | ---------------- | -------- |
| 27. duben    | GP Elsy Jacobs                 | Lucembursko, Lucemburk | 3. místo         |          |
| 28. červen   | National Championship, ITT     | Dánsko                 | 1. místo         |          |
| 15. červenec | Giro Rosa                      | Itálie                 | 6. místo celkově |          |
| 17. červenec | La Course by Le Tour de France | Francie                | 4. místo         |          |
| 11. srpen    | Open de Suede Vargarda TTT     | Švédsko                | 3. místo         |          |
| 16. srpen    | Ladies Tour of Norway, TTT     | Norsko                 | 3. místo         |          |
| 6. říjen     | Giro dell Emilia               | Francie, Bologna       | 3. místo         |          |

### 2019
| datum konání | závod                                      | místo konání                                                    | umístění                                  | umístění |
| ------------ | ------------------------------------------ | --------------------------------------------------------------- | ----------------------------------------- | -------- |
| 24. březen   | Trofeo Alfredo Binda - Comune di Cittiglio | Francie, Cittiglio                                              | 3. místo                                  |          |
| 7. duben     | Kolem Flander (Ronde van Vlaanderen)       | Belgie, Vlámsko                                                 | 3. místo                                  |          |
| 1. červen    | GP Plumelec-Morbihan                       | Francie, Plumelec                                               | 1. místo                                  |          |
| 6. červen    | Tour de Bretagne                           | Francie,Bretaň                                                  | 3. místo v 1. etapě                       |          |
| 5. červenec  | Giro Rosa                                  | Itálie, Cassano Spinola –› Castellania                          | 2. místo v 1. etapě (TTT)                 |          |
| 7. červenec  | Giro Rosa                                  | Itálie, Sagliano Micca –› Piedicavallo                          | 3. místo v 3. etapě                       |          |
| 19. červenec | La Course by Le Tour de France             | Paříž, Francie                                                  | 3. místo                                  |          |
| 11. srpen    | Women's Tour of Scotland                   | Skotsko, Dundee/Dunfermline; Glasgow/Perth; Edinburgh/Edinburgh | 1. místo ve vrchařské soutěži kvalifikace |          |